# Oromia (zon)
Oromia är en zon i Etiopien.   Den ligger i regionen Amhara, i den centrala delen av landet, 230 km nordost om huvudstaden Addis Abeba.